# Comité d'organisation des Jeux olympiques et paralympiques d'hiver de 2014
Pour les articles homonymes, voir Comité d'organisation.
Le Comité d'organisation des Jeux olympiques et paralympiques d'hiver de 2014 à Sotchi (SOOC) (en anglais  Sochi 2014 Olympic and Paralympic Organizing Committee), est une association à but non lucratif responsable de l'organisation, de la planification, du financement et du déroulement des Jeux olympiques d'hiver de 2014 et des Jeux paralympiques d'hiver de 2014.

## Direction
La direction du comité d'organisation des jeux est ainsi constitué :
- Le président général du Comité d'organisation Dmitri Chernyshenko
- La première vice-président du Comité d’organisation Tatiana Dobrohvalova

## Conseil de surveillance
Les membres du conseil de surveillance du conseil de surveillance du comité d'organisation sont :
- Le président du conseil de surveillance du comité d'organisation, Alexandre Joukov
- le chef de la présidence du conseil des sports et de la préparation des jeux Olympiques, Victor Zoubkov
- le vice-président du comité olympique russe, Viktor Hototchkine
- les membres du Comité international olympique :
  - Vitali Smirnov
  - Chamil Tarpichtchev
  - Aleksandr Popov
- le gouverneur de la région de Krasnodar, Aleksandr Tkatchiov
- le président de la corporation d'État « Olimpstroï », Viktor Kolodiajniï
- le président du comité Olympique de la Russie, Léonid Tiagatchiov.

Plusieurs grands sportifs russes sont ambassadeurs des jeux olympiques de 2014, parmi lesquels Evgeni Plushenko, Irina Sloutskaïa, Aleksandr Ovetchkine ou encore Tatiana Navka.